# 比昂庫馬
比昂庫馬是西非國家科特迪瓦的城鎮，由十八山區負責管轄，位於該國首都阿比讓西北約700公里，該鎮分為舊鎮區和新鎮區，2009年人口24,213。